# Егоров, Александр Васильевич (военный)
Алекса́ндр Васи́льевич Его́ров (30 августа 1910 года, деревня Демидово, ныне Собинский район, Владимирская область — 17 октября 1990 года, Москва) — советский военный деятель, Генерал-майор танковых войск (1945 год), генерал-майор (1984 год).

## Начальная биография
Александр Васильевич Егоров родился 30 августа 1910 года в деревне Демидово ныне Собинского района Владимирской области.

## Военная служба

### Довоенное время
В июне 1931 года был призван в ряды РККА и направлен в Орловскую бронетанковую школу спецнабора, после окончания которой в октябре 1932 года был назначен на должность командира взвода Житомирской автошколы, а в июне 1934 года — на должность командира взвода полковой школы механизированного полка 14-й кавалерийской дивизии.
С мая 1935 года служил на должностях командира танковой роты и временно исполняющего должность начальника штаба 12-го отдельного батальона боевого обеспечения 12-й механизированной бригады, а с апреля 1938 года — на должностях начальника штаба и командира отдельного разведывательного батальона 24-й лёгкой танковой бригады.
После заочного окончания Военной академии имени М. В. Фрунзе в 1939 году был назначен на должность помощника начальника 1-го отделения Управления автобронетанковых войск Северо-Западного фронта, после чего принимал участие в боевых действиях в ходе советско-финской войны.
В мае 1940 года был вновь назначен на должность командира разведывательного батальона 24-й лёгкой танковой бригады, в июле — на должность командира разведывательного батальона 8-й танковой дивизии, а в мае 1941 года — на должность начальника штаба 63-го танкового полка (32-я танковая дивизия, 4-й механизированный корпус, Киевский военный округ).

### Великая Отечественная война
С началом войны Егоров находился на прежней должности, после чего принимал участие в ходе приграничного сражения, а затем в Киевской оборонительной операции.
В конце августа 1941 года был назначен на должность начальника штаба 16-го танкового полка (8-я танковая дивизия), а в ходе битвы под Москвой командовал 8-м танковым полком (8-я танковая бригада), который в ходе контрнаступления принимал участие в боевых действиях по освобождению Клина и Старицы.
В марте 1942 года был назначен на должность командира 158-й танковой бригады, принимавшей участие в ходе оборонительных боевых действий на харьковском и сталинградском направлениях, а в октябре того же года — на должность командира 87-й танковой бригады (7-й танковый корпус), участвовавшей в контрнаступлении под Сталинградом и при освобождении Котельниково. 2 января 1943 года 87-я танковая бригада была преобразована в 19-ю гвардейскую танковую бригаду (3-й гвардейский танковый корпус), которой гвардии полковник Егоров командовал до 12 мая 1943 года.
В мае 1943 года Егоров был назначен на должность командира 18-го танкового корпуса, который принимал участие в оборонительных боевых действиях на курском направлении, сражении под Прохоровкой и Белгородско-Харьковской наступательной операции.
В сентябре был назначен на должность заместителя командира 1-го гвардейского механизированного корпуса, в составе которого участвовал в освобождении города Запорожье, а в апреле 1944 года был направлен на ускоренный курс Высшей военной академии имени К. Е. Ворошилова, после окончания которого в мае 1945 года был назначен на должность заместителя командующего бронетанковыми и механизированными войсками Карельского фронта, а затем — на аналогичную должность на 1-м Дальневосточном фронте, после чего принимал участие в боевых действиях в ходе советско-японской войны. Во время Маньчжурской наступательной операции бронетанковые и механизированные войска фронта под командованием Егорова принимали участие в боевых действиях на харбино-гиринском направлении, в ходе которых после прорыва укреплённой обороны принимали участие в освобождении ряда восточных районов Маньчжурии, Ляодунского полуострова и Корею.

### Послевоенная карьера
В декабре 1945 года был назначен на должность командира 3-й танковой дивизии, а в апреле 1948 года — на должность командующего бронетанковыми и механизированными войсками Дальневосточного военного округа.
В декабре 1949 года Егоров был направлен на учёбу в Высшую военную академию имени К. Е. Ворошилова, после окончания которой в ноябре 1951 года был назначен на должность начальника управления кадров бронетанковыми и механизированными войсками Советской Армии, в апреле 1953 года — на должность начальника 2-го отдела, затем — на должность заместителя начальника и начальник 1-го управления Главного управления кадров Министерства обороны СССР, а в июне 1958 года — на должность 1-го заместителя командующего и члена Военного совета 1-й гвардейской танковой армии.
Генерал-майор танковых войск Александр Васильевич Егоров в феврале 1964 года вышел в запас. В 1974 году написал мемуар «С верой в победу». Умер 17 октября 1990 года в Москве.

## Награды
- Два ордена Ленина;
- Три ордена Красного Знамени;
- Орден Кутузова 2 степени;
- Орден Отечественной войны 1 степени (06.04.1985[1]);
- Орден Красной Звезды;
- Медали.